# ボルスヴァルト
ボルスヴァルト（蘭: Bolsward、フリジア語：Boalsert）は、オランダのフリースラント州に属す自治体。人口は1万人弱。同名の町のみから構成される。
ボルスヴァルト・プロテスタント教会で知られる。

## 歴史
河川の氾濫による被害から免れるため、人工的に3つの丘を造成してそこに街を築いた。最も古い丘は紀元前のものである。かつては北海とつながり、中世には海洋貿易で栄えた。1455年に都市権を取得、ハンザ同盟にも加入したが後に干拓され、海と隔絶されてしまった。

## スポーツ
ボルスヴァルトを含むフリージアの11都市では「11都市周遊」という名のアイススケートマラソン大会が行われる。

## 出身有名人
- ユー・ユヴィンガ（14世紀） 指導者
- ペトルス・トハボリタ（1450年 - 1527年） 歴史家
- ブティユス・アダムス・ボルスヴェルト（1580年頃 - 1633年） 彫刻家
- セルデリク・アダムス・ボルスヴェルト（1586年頃 - 1659年） 彫刻家
- ヒスベルト・ヤピクス（1603年 - 1666年） 詩人
- フレデリック・フィリプス（1626年 - 1702年） アメリカの開拓者
- ヴィレム・ミールリング（1805年 - 1882年） 神学者
- ティトゥス・ブランズマ（1881年 - 1942年） カルメル会修道士

## 公式サイト
- 公式サイト （オランダ語）